# 北条兼時 (伊具流)
北条 兼時（ほうじょう かねとき）は、鎌倉時代中期の北条氏の一門。

## 生涯
父は鎌倉幕府第2代執権・北条義時の子で第3代執権・北条泰時の弟にあたる北条有時。
建長4年（1252年）4月14日、将軍・宗尊親王の鶴岳参詣の随兵を務めて以来、親王に仕えて同様の所役を果たした。弘長3年（1263年）6月13日に死去。